# Yahoo! Japan
Yahoo! Japan Corporation (яп. ヤフー株式会社 яфу: кабусики-гайся) (TYO: 4689) — один из крупнейших Интернет-порталов в Японии. Главный офис находится в токийском специальном районе Минато. Крупнейшим пакетом акций владеет Z Holdings. Сайт Yahoo! Japan объединяет поисковую систему, бесплатный сервис электронной почты, новостной сайт и онлайн-аукцион. По данным alexa.com, Yahoo! Japan является самым популярным интернет-ресурсом в Японии.

## История
Yahoo! Japan Corporation была основана в январе 1996 года Масаёси Соном, создателем компании SoftBank. В апреле 1996 года начала работать служба поиска информации на японском языке.
4 ноября 1997 года компания зарегистрирована на JASDAQ, 28 октября 2003 года на Токийской фондовой бирже и в 2005 году стала частью фондового индекса Nikkei 225.
В июле 1998 года были запущены сервисы My Yahoo!, Yahoo! Message Boards, Yahoo! Game и Yahoo! Pager. В сентябре 1999 года компанией были запущены интернет-магазин Yahoo! Shopping (яп. Yahoo!ショッピング) и первый в Японии онлайн-аукцион — Yahoo! Auction (яп. Yahoo!オークション). В июне 2000 года запущен сервис Yahoo! Mobile для мобильных телефонов. В августе 2000 года введён Demographic Targeting ads, продукт, позволяющий рекламодателям фильтровать целевых пользователей по полу, возрастным группам и интересам. В сентябре 2000 года введён депозитный сервис для Yahoo! Auctions. В марте 2001 года в Аояме состоялось открытие Yahoo! Cafe, в котором пользователи могут испытать скорость широкополосного соединения. В мае 2001 года введена система личной идентификации в Yahoo! Auctions. В июне 2001 года было объявлено о начале работы интегрированного широкополосного сервиса Yahoo! BB. 
В марте 2000 года произошло объединение с GeoCities и broadcast.com Japan, в сентябре 2000 года с корпорацией P.I.M. В сентябре 2001 года eGroups KK стала дочерним предприятием Yahoo! Japan, а в декабре 2001 года дочерним предприятием стала корпорация e-Shopping! Books. В феврале 2002 года дочерним предприятием стала корпорация BridalConcierge. В августе 2002 года создано дочернее предприятие UniCept.
В июле 2000 года было превышено 100 миллионов просмотров страниц в день, в августе 2001 года — 200 миллионов просмотров страниц в день, в мае 2002 года — 300 миллионов просмотров страниц в день, в октябре 2004 года — 1 миллиард просмотров страниц в день.

## Сервисы
- My Yahoo! — сервис, позволяющий настраивать персональные страницы Yahoo! Japan для личного пользования, изменяя различные параметры и подстраивая под себя. На персональной странице могут быть размещены списки, новости, почта, погода, сайты, RSS, а также можно изменять фон страницы.
- Yahoo! Auction (яп. Yahoo!オークション) — онлайн-аукцион.
- Yahoo! Shopping (яп. Yahoo!ショッピング) — интернет-магазин.
- Yahoo! Loco (яп. Yahoo!ロコ) — объединение услуг Yahoo!地図 (карты), Yahoo!グルメ (для гурманов) и Yahoo!路線情報 (информация о маршрутах). Аналог Google Maps.
- Yahoo! Finance (яп. Yahoo!ファイナンス) — сервис, дающий исчерпывающую информацию о налогах, недвижимости и акциях Японии.
- Yahoo! Kids (яп. Yahoo!きっず) — сервис для детей, на котором собраны детские сайты, а также позволяющий фильтровать поиск для детей.
- Yahoo! E-mail (яп. Yahoo!メール) — бесплатная служба электронной почты.
- Yahoo! Messenger (яп. Yahoo!メッセンジャー) — служба обмена мгновенными сообщениями.
- Yahoo! Chat (яп. Yahoo!チャット) — чат.
- Yahoo! Message Boards (яп. Yahoo!掲示板) — доска объявлений.
- Yahoo! Answers (яп. Yahoo!知恵袋) — сервис, в котором пользователи задают вопросы и отвечают на вопросы других пользователей.
- Yahoo! Research (яп. Yahoo!リサーチ)
- Yahoo! Dictionary (яп. Yahoo!辞書).
- Yahoo! Translation (яп. Yahoo!翻訳).
- Yahoo! GeoCities (яп. Yahoo!ジオシティーズ).
- Yahoo! Bookstore (яп. Yahoo!ブックストア).
- Yahoo! Blog (яп. Yahoo!ブログ).
- Yahoo! Education (яп. Yahoo!学習).
- Yahoo! Variety (яп. Yahoo!バラエティ).
- GyaO!
- Yahoo! Video (яп. Yahoo!動画).
- Yahoo! Mobage (яп. Yahoo!モバゲー).
- Yahoo! Autos (яп. Yahoo!自動車).
- Yahoo! Groups (яп. Yahoo!グループ).
- Yahoo! News (яп. Yahoo!ニュース).
- Yahoo! Decoration (яп. Yahoo!デコレーション).
- Yahoo! Encyclopedia (яп. Yahoo!百科事典).
- Yahoo! Premium (яп. Yahoo!プレミアム).
- Yahoo! Box (яп. Yahoo!ボックス).
- Yahoo! Bookmarks (яп. Yahoo!ブックマーク).